# دانيال باترسون
دانيال باترسون (بالإنجليزية: Daniel Patterson)‏ (21 يناير 1947 - ) هو لاعب كرة طائرة الولايات المتحدة. شارك في الألعاب الأولمبية الصيفية 1968.

## وصلات خارجية
- دانيال باترسون على موقع أوليمبيديا (الإنجليزية)